# Takeo Kamachi
Takeo Kamachi (em japonês:  蒲池 猛夫; Manchukuo, 20 de março de 1936 — 4 de dezembro de 2014) foi um atirador esportivo japonês. Ele foi campeão olímpico na categoria de tiro rápido 25 metros masculino nos Jogos Olímpicos de Verão de 1984 em Los Angeles.